# 蔣濙
蔣濙（1445年—？），字子川，江西廣信府上饒縣人，軍籍，明朝政治人物。

## 生平
江西鄉試第四十八名舉人。成化十七年（1481年）中式辛丑科會試第八十五名，三甲第一百九十六名進士。歷官兵部主事，弘治年間，出任福州府知府。

## 家族
曾祖蔣兼善；祖父蔣義，知縣；父蔣世魁，母徐氏。具慶下。弟蔣泮（贡士）、蔣泗、蔣温。